# 2021-es Rajna-vidék-pfalzi tartományi választás
A 2021-es rajna-vidék-pfalzi tartományi parlamenti választás volt a 18. parlamenti választás Rajna-vidék-Pfalz német tartományban. A választást 2021. március 14-én tartották.

## Választási rendszer
A tartományi parlament a vegyes választási rendszert használja. 52 fő egyéni választókerületből jut be a parlamentbe, míg 51 fő pedig kompenzációs listáról kerül be. A választók két szavazatot tesznek le: egyiket az egyéni jelöltre, a másikat pedig a párt listájára. A tartományi parlament létszáma minimum 101 fő. A választási küszöb 5 %.

## Pártok
| Párt neve | Párt neve | Párt neve                                                                   | Ideológia                | Miniszterelnök-jelölt | A párt tartományi vezetője | 2016-os választás | 2016-os választás |
| Párt neve | Párt neve | Párt neve                                                                   | Ideológia                | Miniszterelnök-jelölt | A párt tartományi vezetője | %                 | Mandátumok        |
| --------- | --------- | --------------------------------------------------------------------------- | ------------------------ | --------------------- | -------------------------- | ----------------- | ----------------- |
|           | SPD       | Németország Szociáldemokrata Pártja Sozialdemokratische Partei Deutschlands | szociáldemokrácia        | Malu Dreyer           | Roger Lewentz              | 36,2%             | 39 / 101          |
|           | CDU       | Kereszténydemokrata Unió Christlich Demokratische Union Deutschlands        | kereszténydemokrácia     | Christian Baldauf     | Julia Klöckner             | 31,8%             | 35 / 101          |
|           | AfD       | Alternatíva Németországért Alternative Für Deutschland                      | nemzeti konzervativizmus | Michael Frisch        | Michael Frisch             | 12,6%             | 14 / 101          |
|           | FDP       | Német Szabaddemokrata Párt Freie Demokratische Partei                       | liberalizmus             | Daniela Schmitt       | Volker Wissing             | 6,2%              | 7 / 101           |
|           | Grüne     | Szövetség '90/Zöldek Bündnis '90/Grüne                                      | zöldpolitika             | Anne Spiegel          | Misbah Khan, Josef Winkler | 5,3%              | 6 / 101           |

## Közvélemény-kutatások
A legtöbb közvélemény-kutatásban a CDU vezet. Az SPD utoljára 2018 márciusában vezetett. Biztos bejutó még az AfD, az FDP és a Grüne is. Mint sok más nyugati tartományban, itt is kérdéses a Linke bejutása. Más pártok esélytelenek.

### Felmérések
| Felmérés időpontja     | Cég                                                                                   | Párt neve                   | Párt neve                                                                             | Párt neve | Párt neve | Párt neve | Párt neve | Párt neve    |   |   |
| Felmérés időpontja     | Cég                                                                                   | SPD                         | CDU                                                                                   | AfD       | FDP       | Grüne     | Linke     | egyéb pártok |   |   |
| ---------------------- | ------------------------------------------------------------------------------------- | --------------------------- | ------------------------------------------------------------------------------------- | --------- | --------- | --------- | --------- | ------------ | - | - |
| Felmérés időpontja     | Cég                                                                                   | 2020 február 27.-március 3. | dimap.de/ Infratest dimap Archiválva 2013. július 23-i dátummal a Wayback Machine-ben | 26        | 27        | 11        | 7         | 18           | 6 | 5 |
| 2020. március 16.-30.  | INSA                                                                                  | 24                          | 30                                                                                    | 12        | 5         | 19        | 5         | 5            |   |   |
| 2020. április 20.-21.  | dimap.de/ Infratest dimap Archiválva 2013. július 23-i dátummal a Wayback Machine-ben | 27                          | 38                                                                                    | 8         | 6         | 13        | 4         | 4            |   |   |
| 2020. szeptember 4.-8. | dimap.de/ Infratest dimap Archiválva 2013. július 23-i dátummal a Wayback Machine-ben | 26                          | 34                                                                                    | 9         | 6         | 17        | 4         | 4            |   |   |
| 2020. október 13.-20.  | INSA                                                                                  | 27                          | 33                                                                                    | 10        | 5         | 14        | 5         | 6            |   |   |
| 2020. december 4.-8.   | dimap.de/ Infratest dimap Archiválva 2013. július 23-i dátummal a Wayback Machine-ben | 28                          | 34                                                                                    | 9         | 5         | 15        | 3         | 6            |   |   |
| 2021. január 8.-12.    | dimap.de/ Infratest dimap Archiválva 2013. július 23-i dátummal a Wayback Machine-ben | 28                          | 33                                                                                    | 8         | 6         | 15        | 3         | 7            |   |   |
| 2021. január 13.-19.   | INSA                                                                                  | 30                          | 33                                                                                    | 9         | 6         | 14        | 3         | 5            |   |   |

## Eredmények

A választás eredménye választókerületenként

|                                                                                                   |                  |                 |                 |                  |                   |       |        |                |     |  |
| Pártok                                                                                            | Választókerület  | Választókerület | Választókerület | Lista            | Lista             | Lista | Lista  | Összes ülőhely | +/– |  |
| Pártok                                                                                            | Szavazatok száma | %               | Helyek          | Szavazatok száma | Szavazatok aránya | +/–   | Helyek | Összes ülőhely | +/– |  |
| Németország Szociáldemokrata Pártja (SPD)                                                         | 618 302          | 32,2%           | 28              | 691 055          | 35,7%             | 0,5%p | 11     | 39             | 0   |  |
| Kereszténydemokrata Unió (CDU)                                                                    | 604 102          | 31,4%           | 23              | 535 345          | 27,7%             | 4,1%p | 8      | 31             | 4   |  |
| Zöldek (GRÜNE)                                                                                    | 210 093          | 10,9%           | 1               | 179 902          | 9,3%              | 4,0%p | 9      | 10             | 4   |  |
| Alternatíva Németországért (AfD)                                                                  | 145 356          | 7,6%            | 0               | 160 273          | 8,3%              | 4,3%p | 9      | 9              | 5   |  |
| Német Szabaddemokrata Párt (FDP)                                                                  | 115 533          | 6,0%            | 0               | 106 835          | 5,5%              | 0,7%p | 6      | 6              | 1   |  |
| Szabad Választók (FW)                                                                             | 143 915          | 7,5%            | 0               | 103 582          | 5,4%              | 3,2%p | 6      | 6              | 6   |  |
|                                                                                                   |                  |                 |                 |                  |                   |       |        |                |     |  |
| Baloldali Párt (LINKE)                                                                            | 54 134           | 2,8%            | 0               | 48 210           | 2,5%              | 0,3%p | 0      | 0              | 0   |  |
| Emberi Fejlődés Állati Szövetség                                                                  | –                | –               | –               | 32 516           | 1,7%              | új    | 0      | 0              | új  |  |
| Die PARTEI                                                                                        | 8 410            | 0,4%            | 0               | 20 527           | 1,1%              | új    | 0      | 0              | új  |  |
| Volt Németország                                                                                  | 1 499            | 0,1%            | 0               | 19 277           | 1,0%              | új    | 0      | 0              | új  |  |
| Klíma Lista (RLP)                                                                                 | 9 485            | 0,5%            | 0               | 13 694           | 0,7%              | új    | 0      | 0              | új  |  |
| Ökológiai Demokrata Párt                                                                          | 8 204            | 0,4%            | 0               | 13 418           | 0,7%              | 0,3%p | 0      | 0              | 0   |  |
| Német Kalózpárt                                                                                   | 1 825            | 0,1%            | 0               | 10 400           | 0,5%              | 0,3%p | 0      | 0              | 0   |  |
| Függetlenek                                                                                       | 1 909            | 0,1%            | 0               | –                | –                 | –     | –      | 0              | 0   |  |
| Összes                                                                                            | 1 922 767        | 100,0%          | 52              | 1 935 034        | 100,0%            | –     | 49     | 101            | 0   |  |
| Érvénytelen szavazatok                                                                            | 35 223           | 1,8%            | –               | 22 956           | 1,2%              | –     |        |                |     |  |
| Regisztrált szavazók                                                                              | 3 042 425        | 64,4%           | –               | 3 042 425        | 64,4%             | 6,0%p |        |                |     |  |
| Forrás: Állami választási eredmények Archiválva 2021. március 16-i dátummal a Wayback Machine-ben |                  |                 |                 |                  |                   |       |        |                |     |  |

## Fordítás
- Ez a szócikk részben vagy egészben  a(z)   2021 Rhineland-Palatinate state election című angol Wikipédia-szócikk ezen változatának fordításán alapul.  Az eredeti cikk szerkesztőit annak laptörténete sorolja fel. Ez a jelzés csupán a megfogalmazás eredetét és a szerzői jogokat jelzi, nem szolgál a cikkben szereplő információk forrásmegjelöléseként.